# Carl Juhlin-Dannfelt (politiker)
Carl "Charlie" Georg Juhlin-Dannfelt, född 30 juni 1880 i Stockholm, död 27 november 1965, var en svensk jurist och politiker (höger).
Juhlin-Dannfelt blev juris utriusque kandidat 1903 och ombudsman i Stockholms Inteckningsgaranti AB 1909 och ledamot av Stockholms stadsfullmäktige från 1913 och dess förste vice ordförande 1927-1931. Han blev auditör 1914, och blev ett av de sex första borgarråden i Stockholms stad med ansvar för drätselroteln 1920-1926. Därefter blev han verkställande direktör för Städernas allmänna brandstodsbolag 1926-1946 och ordförande i Teaterrådet 1942-1951.
Juhlin Dannfelt var son till översten Georg Juhlin-Dannfelt och Ada Lilljebjörn samt var gift med Brita, född Gentele. Han var bror till Curt Juhlin-Dannfelt.